# Kosmos 77
Kosmos 77 – radziecki satelita rozpoznawczy. Dziewiąty statek typu Zenit-4 należącego do programu Zenit, którego konstrukcja została oparta na załogowych kapsułach Wostok.